# Chimillas
Chimillas è un comune spagnolo di 227 abitanti situato nella comunità autonoma dell'Aragona.

Fa parte della comarca della Hoya de Huesca.